# 애크런 대학교
애크런 대학교(University of Akron)는 미국 오하이오주 애크런에 위치한 공립 대학교이다.

## 역사
1870년 첫 개교되어 이후 현재에 이르고 있으며 오하이오 주의 네 번째로 큰 대학교인 애크론 대학교는 1870년에 작은 대학으로 설립되었다. 1913년 소유권은 애크론 시로 이전되었고 1967년에는 대학은 주의 기관으로 되었다. 애크론 대학교는 폴리머 연구의 세계적인 선두주자로 여겨진다. STEM에 집중하는 기관으로 애크런 대학교는 폴리머, 고등 재료, 엔지니어링과 같은 산업에 집중한다. 지난 십년간 애크른 대학은 연구 포트폴리오를 증가시키고 기술이전과 상용화에 그 생산성으로 인식되었다.
대학교는 최근 $3억불 건설 프로젝트를 수행하였는데 그것은 9 개의 신축 건물건물을 추가하고 14건물을 리모델링하였다. 그리고 약간의 거리를 폐쇄하였다. 새로운 축구장이 캠퍼스에 지어지고 있다.
대학교는 200개 이상의 학부전공과 100개의 대학원 전공을 제공하고 있다.

## 갤러리

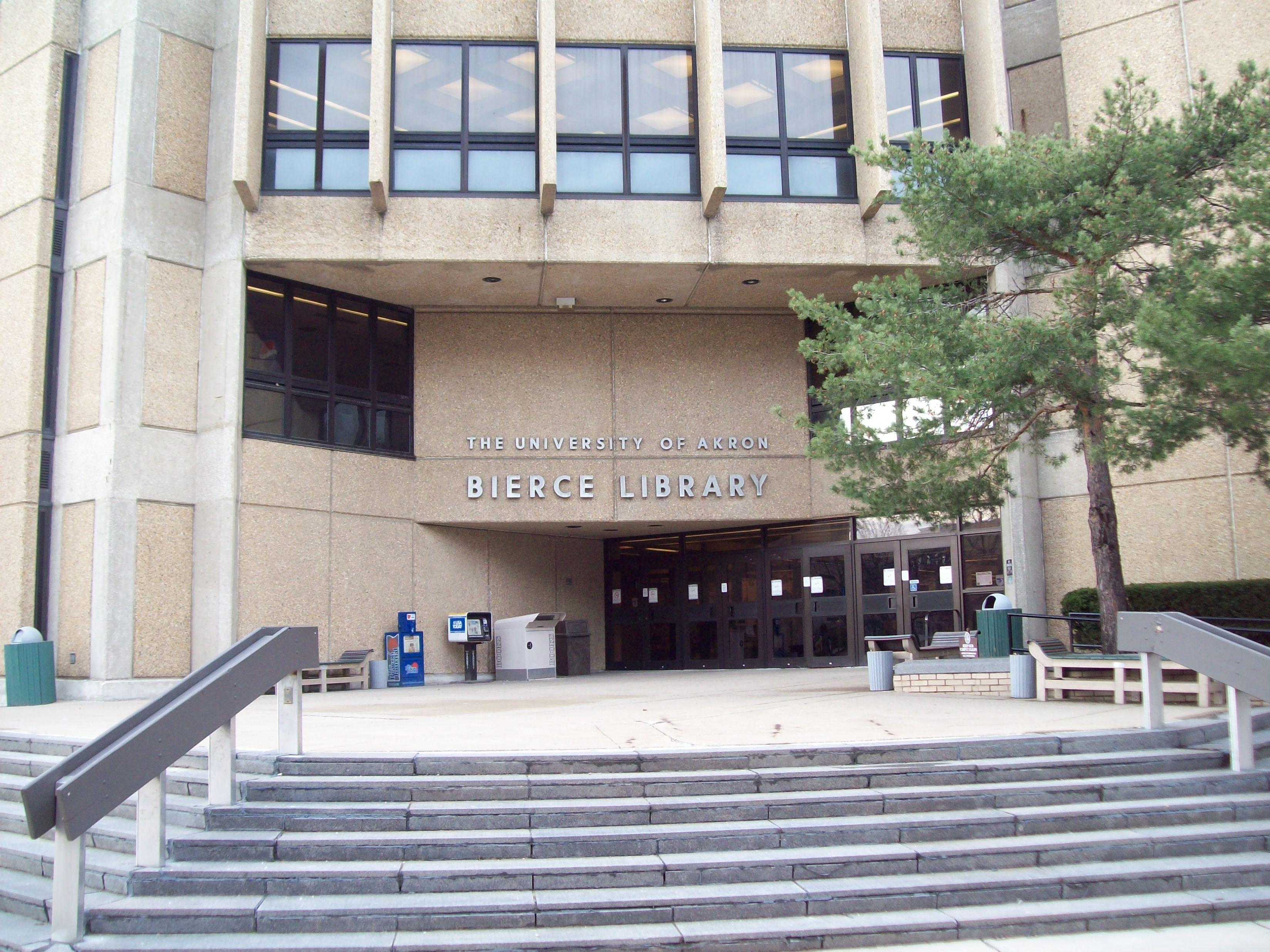
비어스 도서관
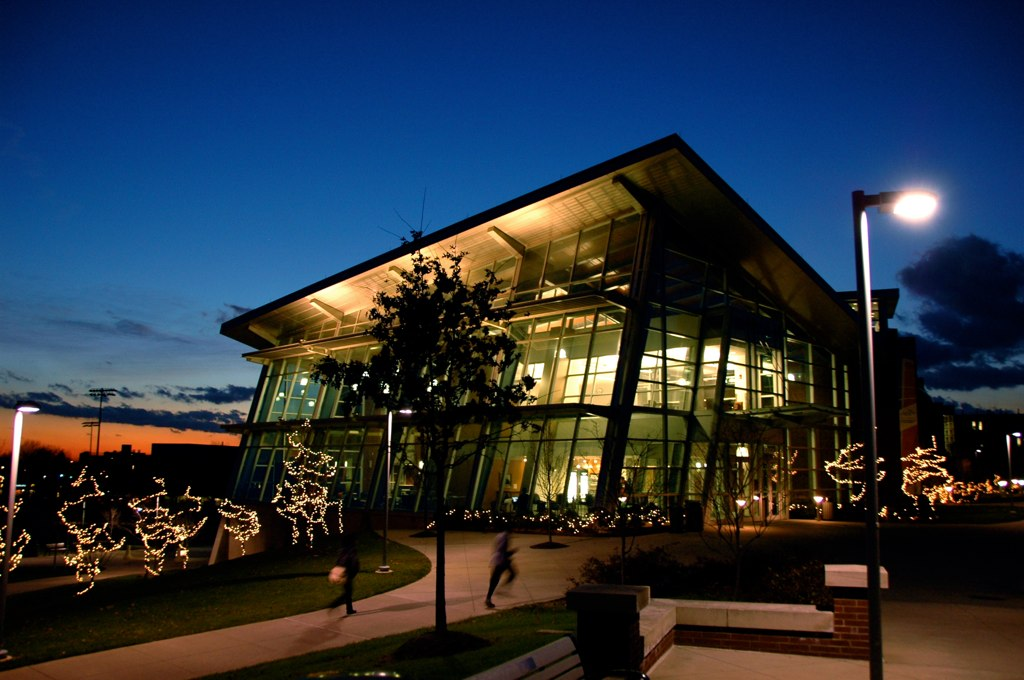
신축 학생회관
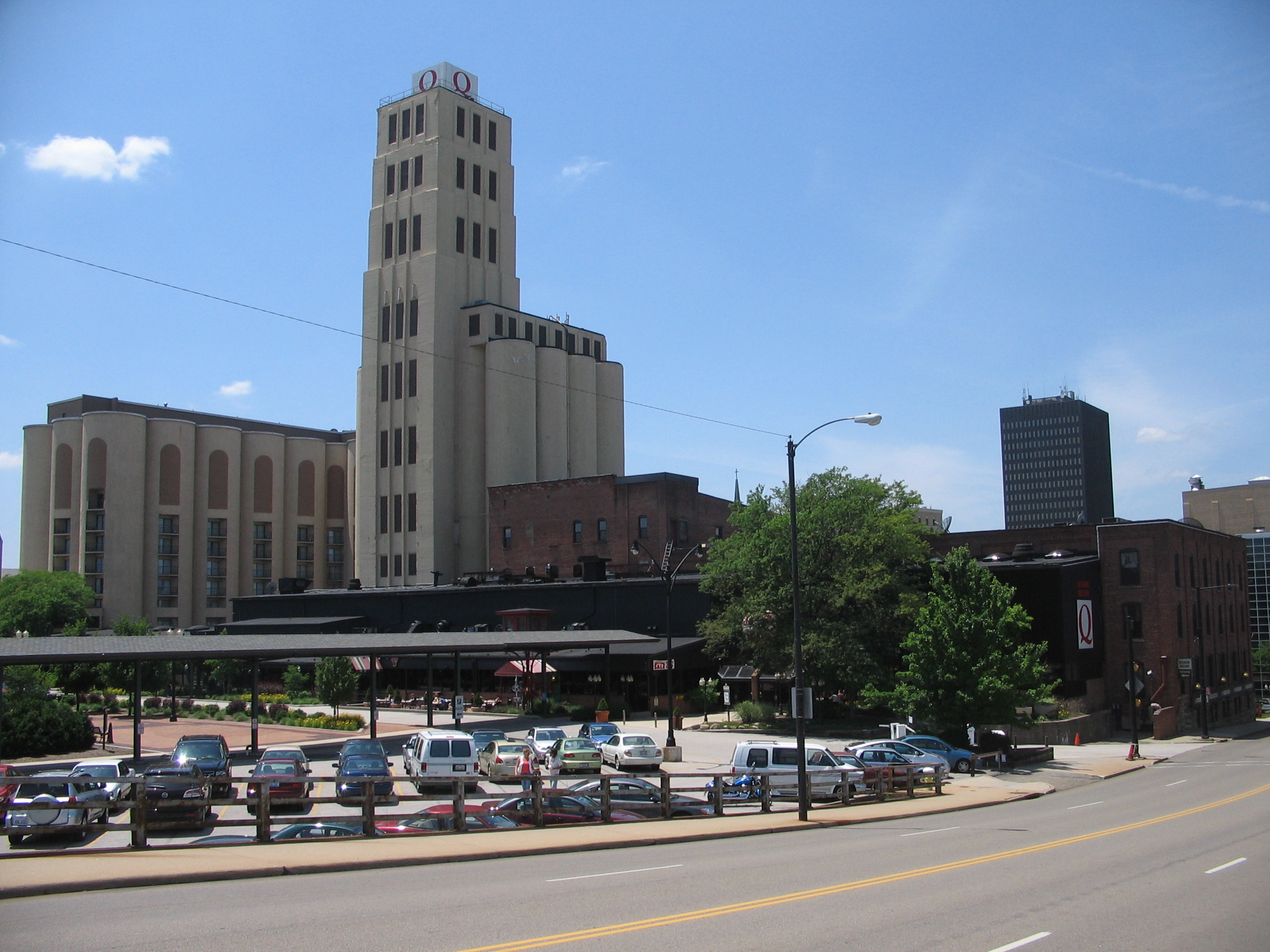
청교도 광장

## 같이 보기
- 오하이오주의 대학 목록